# Třtina
Třtina (Calamagrostis) je rod trav, tedy z čeledi lipnicovitých (Poaceae). Jedná se o vytrvalé byliny. Jsou trsnaté nebo s oddenky, výběžky nebo jsou poléhavé. Stébla dorůstají výšek zpravidla 10-200 cm. Čepele listů jsou ploché, vzácně svinuté (1-15 mm široké), na vnější straně listu se při bázi čepele nachází jazýček, 1-12 mm dlouhý. Květy jsou v kláscích, které tvoří latu, která je klasovitě, hlávkovitě či nepravidelně stažená, řidčeji rozložitá. Klásky jsou zboku smáčklé, převážně jednokvěté (vzácně přítomen druhý sterilní zakrnělý květ). Na bázi klásku jsou 2 plevy, které jsou přibližně stejné, bez osin. Pluchy jsou osinaté, osina kolénkatá či nikoliv. Na bázi pluch se nachází věneček chlupů, někdy jsou chlupy velmi krátké, jindy jsou delší než plucha. Plušky dvoukýlné nebo bez kýlu. Plodem je obilka, která je okoralá. Celkově je známo asi 230 druhů, které najdeme hlavně v mírném pásu, místy i adventivně.

## Druhy rostoucí v Česku
V České republice roste 8 druhů z rodu třtina (Calamagrostis).
- Třtina křovištní (Calamagrostis epigeios) je hojný expanzívní druh šířící se na pasekách a nekosených loukách.
- Třtina rákosovitá (Calamagrostis arundinacea) je hojný druh kyselých lesů, ovšem na úživnějších půdách.
- Třtina chloupkatá (Calamagrostis villosa je druhem kyselých lesů, zvláště horských smrčin a smrkových bučin. Patří mezi expanzivní druhy.
- Třtina šedavá (Calamagrostis canescens) je druh mokřadních lesů a rašelinných luk nižších a středních poloh. Stébla tohoto druhu se často větví, což je u trav poměrně zvláštnost.
- Třtina nachová (Calamagostis phragmitoides), má také větvená stébla, je však vzácnější. Je to kriticky ohrožený druh (C1). V posledních letech jsou však nacházeny další lokality tohoto druhu, možná je přece jen trochu hojnější a byla jen přehlížena.
- Třtina přehlížená neboli tuhá (Calamagrostis stricta), dnes roste s jistotou jen na Hrabanovské černavě v Polabí. Velmi vzácný druh.
- Třtina pestrá (Calamagrostis varia), roste velmi vzácně v lesích a na loukách na vápnitějším podkladě ve středních, severních a východních Čechách. Kriticky ohrožený druh (C1).
- Třtina pobřežní (Calamagrostis pseudophragmites) je druh štěrkových náplavů divočících řek. Známa je od Divoké Orlice a z podhůří Beskyd. Kriticky ohrožený druh (C1).